# Scareware
Scareware compreende várias classes de software mal intencionados, ou cujo benefício é limitado ou inexistente, que são vendidos aos consumidores por meio de certas práticas antiéticas de marketing. A abordagem de venda utiliza engenharia social para causar choque, ansiedade, ou a percepção de uma ameaça, sendo geralmente dirigida a usuários desavisados. Algumas formas de spyware e adware também usam táticas de scareware.
Uma tática usada frequentemente pelos criminosos envolve convencer os usuários de que um vírus infectou o seu computador, sugerindo então que baixem (ou paguem por) programas antivírus falsos para removê-lo. Geralmente o vírus é totalmente fictício e o software não tem qualquer funcionalidade ou é ele próprio um malware. De acordo com o Anti-Phishing Working Group, o número de pacotes scareware em circulação cresceu de 2850 para 9287 na segunda metade de 2008. Na primeira metade de 2009, o APWG identificou um aumento de 585% no número de programas scareware.
O termo "scareware" também pode ser aplicado a qualquer aplicação ou vírus (não necessariamente vendido como acima) que prega peças no usuário com a intenção de causar ansiedade ou pânico.

## Leitura complementar
- O’Dea, Hamish (16 de outubro de 2009). «The Modern Rogue – Malware With a Face». Australia: Microsoft